# Slugterra
Slugterra ist eine kanadische Zeichentrickserie für Kinder, die seit 2012 produziert wird.

## Handlung
Eli Shane ist ein 15-jähriger, der entschlossen ist, nach seinem Vater der größte Slug-Slinging-Held von Slugterra zu sein. Er kann dies nur tun, indem er kleine Kreaturen, die Slugs genannt werden, sammelt, trainiert und duelliert. Bevor er nach Slugterra kam, hatte er nur eine Slug, eine berühmte Slug namens Burpy. Als er zum ersten Mal in Slugterra war, freundet er sich mit einem Molenoid namens Pronto an. Als nächstes findet er Trixie, ein Mädchen, das ihn vor einem Schurken Slug-Slinger rettet. Dann trifft er auf einen Höhlentroll namens Kord. Mit Hilfe von Pronto nimmt er an einem Turnier teil, in dem er trainiert und mehr Slugs erhält. Er macht sich bereit und versucht dann, den schändlichen Dr. Thaddeus Blakk und seine Ghoul Slugs zu stoppen.

## Produktion und Veröffentlichung
Die Serie wurde zwischen 2012 und 2016 von Nerds Corps Entertainment in den USA und Kanada produziert. Dabei sind nun 5 Staffeln mit 56 Folgen entstanden. Erstmals wurde die Serie am 15. Oktober 2012 auf Disney XD in den Vereinigten Staaten ausgestrahlt. Die deutsche Erstausstrahlung erfolgte am 28. Februar 2013 auf Disney XD. Weitere Ausstrahlungen im deutschsprachigen Raum erfolgten ebenfalls auf ProSieben MAXX.

## Synchronisation
| Rolle     | Originalsprecher  | deutsche Sprecher    |
| --------- | ----------------- | -------------------- |
| Eli Shane | Samuel Vincent    | Tobias Diakow        |
| Trixie    | Shannon Chan-Kent | Manuela Bäcker       |
| Kord Zane | Andrew Francis    | Jens Wendland        |
| Pronto    | Lee Tockar        | Hanns Jörg Krumpholz |